# Cladonia calyciformis
Cladonia calyciformis Nuno (1972), è una specie di lichene appartenente al genere Cladonia,  dell'ordine Lecanorales.
Il nome proprio deriva dal greco κὰλυξ, cioè kalyx, che significa calice, coppa, e dal latino formis, che significa a forma di, simile a, ad indicare la forma degli apoteci.

## Caratteristiche fisiche
Questo lichene ha squamule basali persistenti, di 2-3 millimetri di lunghezza e spessore di soli 0,5-1 millimetro; i margini di esse sono abbastanza incisi e crenati. I podezi che vi crescono sopra sono alti da 1 a 3 centimetri e spessi circa 2 millimetri, di struttura semplice ed esorediati. La corteccia è liscia e gli schizidi sono di diametro da 2 a 5 millimetri con proliferazioni centrali. Gli apoteci sono marginali, convessi, pedicellati, di diametro fino a 12 millimetri e di colore marrone.
All'esame cromatografico sono state rilevate tracce di acido protocetrarico e quantità maggiori di fumarprotocetrarico, acido omosekikaico e acido sekikaico.
Il fotobionte è principalmente un'alga verde delle Trentepohlia.

## Habitat
Rinvenuta principalmente su suolo.

## Località di ritrovamento
La specie è stata rinvenuta nelle seguenti località:
- Australia occidentale
- Parco nazionale Phu Kradung, nella Thailandia settentrionale.

## Tassonomia
Questa specie è stata attribuita alla sezione Cladonia; a tutto il 2008 non sono state identificate forme, sottospecie e varietà.